# River Falls (Wisconsin)
Pour les articles homonymes, voir River Falls.
River Falls est une ville située dans les comtés de Pierce et de Sainte-Croix dans l'État du Wisconsin, aux États-Unis.